# Triunghiul Hala'ib
Triunghiul Hala'ib (în arabă مُثَلَّث حَلَايِب) este o suprafață de teren de 20.580 de kilometri pătrați (7.950 de mile pătrate) situată pe coasta africană nord-estică a Mării Roșii. Zona, care își ia numele de la orașul Halaib, este creată de diferența de frontieră dintre Egipt și Sudan dintre „granița politică” stabilită în 1899 de Condominiul Anglo-Egiptean, care se întinde de-a lungul paralelei 22 nord, și „granița administrativă” stabilită de britanici în 1902, care a acordat responsabilitatea administrativă pentru o suprafață de teren la nord de linie Sudanului, care era un client anglo-egiptean la acea vreme. Odată cu independența Sudanului în 1956, atât Egiptul, cât și Sudanul au revendicat suveranitatea asupra zonei. Zona a fost considerată parte a statului Sudanului de la Marea Roșie și a fost inclusă în alegerile locale până la sfârșitul anilor 1980. În 1994, Armata Egipteană a preluat controlul asupra zonei ca parte a Guvernoratului Mării Roșii, iar de atunci Egiptul a investit activ în aceasta. Egiptul a fost recent categoric în respingerea arbitrajului internațional sau chiar a negocierilor politice cu privire la zonă. 
Descrierea zonei ca „triunghi” este o aproximare brută. Limita sudică urmează latitudinea 22°, cea de nord-est este formată din coasta Mării Roșii, iar cea de nord-vest este zimțată. O zonă mai mică, la sud de latitudinea 22°, denumită Bir Tawil, se unește cu Triunghiul Halaib în punctul său cel mai vestic de-a lungul liniei de latitudine – nici Sudanul, nici Egiptul nu revendică Bir Tawil. 
În 2021, populația triunghiului Halaib era de 27.000 de locuitori.